# Fridericus Rex (1921/22)
Fridericus Rex ist ein vierteiliger, deutscher Historienfilm aus den Jahren 1921 und 1922, der die wichtigsten Stationen im Leben des preußischen Königs Friedrich II. (Bild rechts, ein Gemälde von Anton Graff aus dem Jahre 1781) nacherzählt. Unter der Regie von Arzen von Cserépy spielte Otto Gebühr die Titelfigur, die die Rolle seines Lebens werden sollte. Die ersten beiden Teile wurden 1922, die letzten beiden 1923 uraufgeführt. Fridericus Rex gilt als Begründer der sogenannten Fridericus-Rex-Filme.

## Handlung

### Teil 1: Sturm und Drang
Im ersten Teil wird der jugendliche Kronprinz vorgestellt. Herausgestellt wird Friedrichs musisches Talent, das bei seinem strengen Vater, dem Markgrafen von Brandenburg und Preußenkönig Friedrich Wilhelm I., auf wenig Verständnis stößt. Rasch schält sich ein harter Widerstreit zwischen Friedrichs Interessen und Wünschen einerseits und den Erwartungen des Soldatenkönigs andererseits heraus, der seinen Sohn für die kommenden Staatsaufgaben disziplinieren will. Es sind Gegensätze, die sich nicht überwinden lassen. Bald kommt es zum Zerwürfnis zwischen dem rigiden Vater und seinem freigeistigen Sohn, das in seiner Einkerkerung und in der Hinrichtung von Friedrichs bestem Freund Katte gipfelt.

### Teil 2: Vater und Sohn
Kronprinz Friedrich, vom Vater im Fall Katte mittlerweile begnadigt, interessiert sich immer stärker für die Musik, was zu einem andauernden Konflikt mit dem König führt. Der strenge Monarch versucht die Aufmerksamkeit des Kronprinzen, der ihm als Friedrich II. auf dem Thron folgen soll, ganz auf militärische und wirtschaftliche Belange zu lenken. Schließlich heiratet Friedrich eine Herzogstochter, Elisabeth-Christine von Braunschweig-Bevern. Als sein ungeliebter Vater 1740 stirbt, wird Friedrich König.

### Teil 3:  Sanssouci
Dieser Teil setzt die Lebensgeschichte Friedrichs als Monarch fort: In Potsdam lässt Fridericus Rex das Schloss Sanssouci errichten, das nach seiner Fertigstellung ein Ort des Geistes und der Künste werden soll. Als neuer König von Preußen versucht Friedrich, die Ideale seiner Jugendjahre in hohe Politik umzusetzen. Er veranlasst die Abschaffung der Folter und setzt die Freiheit des Glaubens durch. Er fördert die Kunst und knüpft einen engen Kontakt zum französischen Philosophen Voltaire, den er zum Gedankenaustausch nach Sanssouci einlädt.

### Teil 4: Schicksalswende
Der letzte Teil richtet sein Augenmerk ganz auf Friedrich als Schlachtenlenker und Kriegsherrn. Der jahrelange Konflikt mit Österreich, das sich schließlich mit Frankreich und Russland gegen Preußen verbündet, mündet 1756 im Siebenjährigen Krieg, der beinah zur totalen Niederlage Friedrichs und der Zerschlagung Preußens führt. Die preußischen Truppen sind der Übermacht des Gegners hoffnungslos unterlegen, doch mit einer gewagten Finte des Königs kann der Gegner in der entscheidenden Schlacht von Leuthen besiegt werden. Aus Fridericus Rex wird im Laufe der Jahre Friedrich der Große und schließlich „Der alte Fritz“.

## Hintergrund
Die Planung dieses Monumentalfilms, der den Untertitel Ein Königsschicksal trägt, datiert auf das Jahr 1920. Die Dreharbeiten fanden überwiegend in den beiden darauf folgenden Jahren statt. Gedreht wurde im Cserépy-Atelier und im Jofa-Filmstudio in Berlin. Die Außendrehs fanden an den historischen Stätten in Berlin-Charlottenburg, Potsdam und Rheinsberg statt. Die ersten beiden Teile des Films hatten ihre Premiere am 30. Januar 1922, Teil 3 und 4 am 19. März 1923. Uraufführungsort war jeweils Berlins Ufa-Palast am Zoo. 
Dank des großen Publikumserfolges dieser Tetralogie – Drehbuchautor Bobby E. Lüthge schwärmte noch drei Jahrzehnte später über die Spieldauer: „Viereinhalb Monate im UFA-Palast“ – wurde der „Alte Fritz“ für Otto Gebühr die Rolle seines Lebens. Doch nicht hier, sondern bereits ein Jahr zuvor spielte er den Preußenkönig zum ersten Mal, als ihm sein Kollege Paul Wegener diese Rolle in dem Anfang 1920 entstandenen Film Die Tänzerin Barberina verschaffte, in dem Wegeners damalige Ehefrau Lyda Salmonova die Titelrolle verkörperte. Angesichts einer beträchtlichen Ähnlichkeit zwischen Gebühr und Friedrich II., wie er auf dem legendären Menzel-Porträt dargestellt wurde, entschied man sich, Gebühr auch für das von der UFA verliehene, vierteilige Friedrich-Porträt zu verpflichten.
Auch für den aus Ungarn stammenden Regisseur Cserépy, dem der Schauspieler Wilhelm Prager als Regieassistent diente, bedeutete dieses aufwändige Filmprojekt den Durchbruch. Obwohl aufgrund seiner Fridericus-Filme bei den Nationalsozialisten seit 1933 wohlgelitten, verließ Cserépy jedoch wenige Jahre später Deutschland und kehrte in die alte Heimat zurück.
Der Film entstand unter dem Eindruck des verlorenen Ersten Weltkriegs und sollte nicht nur das Bild des populärsten Monarchen der deutschen Geschichte verklären, sondern den Patriotismus in dem von der Schmach der Niederlage und den nachfolgenden Revolutionswirren demoralisierten deutschen Volk neu entfachen. Diese Intention, deutsch-nationale Gefühle wiederzuerwecken – vor allem der vierte Teil Schicksalswende „lässt sich als allegorischer Gegenentwurf zur Situation um 1918 verstehen“ –, führte dazu, dass dieser vierteilige Historienbilderbogen sowohl das Publikum als auch die Kritik zutiefst spaltete: in glühende Bewunderer, die vor allem auf der Seite der politischen Rechten zu finden waren, und ebensolche Verächter auf der Seite der politischen Linken und der Pazifisten. „SPD und KPD riefen zum Boykott auf, weil sie ihn als Propaganda-Instrument der Rechten zu Gunsten der untergegangenen Monarchie ansahen, und oft kam es vor und in den Kinos zu handgreiflichen Auseinandersetzungen.“
Die Filmbauten entwarfen Hans Dreier, der wenig später nach Hollywood auswanderte, und Ernő Metzner. Ebenfalls beteiligt waren die Szenenbildner Artur Günther, Willy Hesch und Hans Flemming. Carl Reiner schuf die Kostüme. Die Produktionsleitung aller vier Filme hatte Hans Neumann inne.
Jeder der vier Teile erhielt von der Zensur das Prädikat „volksbildend“. Dem letzten Teil lag Walter von Molos Roman Fridericus zugrunde.
Eine einteilige Fassung der ersten beiden Teile des Films passierte am 21. September 1925 die Zensur und kam wenig später in die Kinos.

## Kritik
Das Werk fand in allen vier Teilen bei der zeitgenössischen Filmkritik große Beachtung. Anlässlich der Fertigstellung des ersten Teils äußerte sich Fridericus Rex-Produktionsleiter Hans Neumann vorab im Oktober 1921 in der Lichtbild-Bühne wie folgt:
„Bis zur Revolution war es unmöglich, eine Episode aus der Vergangenheit der Hohenzollern wahrheitsgetreu darzustellen. Jedes Theaterstück, in welchem der große König oder sonst ein Hohenzoller auftrat, wurde, wenn es keine absolute Verhimmelung der betreffenden Person darstellte, von der Zensur sofort unterdrückt und wenn man gar, wie wir es tun, das Schicksal des „Alten Fritz“ naturalistisch im Film gezeigt hätte – seine harte Jugend unter der Fuchtel des strengen Soldatenkönigs – die Katte-Episode – sein späteres Leben – sein Spielerschicksal mit dem ewigen Auf und Nieder in seinen Kriegen – auf der anderen Seite auch seine Genialität – sein Draufgängertum und seine Menschlichkeit, die sich verflucht wenig hinter der Titular „König“ versteckte, sondern nur aus der Kraft ihrer Persönlichkeit das Recht zur Führung eines Volkes herleitete, in den Mittelpunkt des Films gestellt hätten, so hätten wir wahrscheinlich lange Jahre hindurch – wegen Majestätsbeleidigung – Zeit gehabt, hinter den schwedischen Gardinen neue Filmstoffe auszudenken. […] Die „Fridericus Rex“-Filme werden das Schicksal eines genialen Menschen zeigen, der seiner Zeit in vieler Beziehung voraus war und unter dessen Führung ein kleines Volk – allerdings unter ungeheuerlichen Opfern – sich zur Großmacht emporrang.“
Nach Ansicht der ersten beiden Teile schrieb Hans Wollenberg in der Lichtbild-Bühne: 
„Ad eins: Dieses Filmwerk ist eine kulturelle Leistung, weil Geschichte lebendig wird: weil eine versunkene Zeit in ihrem äußeren Gepräge, in ihrer Gedanken- und Gefühlswelt vollkommen wiedererweckt wird, daß wir sie uns zu eigen machen können; daß uns die Gemeinsamkeiten und die Fremdheiten bewußt werden. Große Mittel, hingebende Studien waren dazu erforderlich. Dekorative regie-technische, photographische Aufgaben sind hierbei glänzend gelöst.
Ad zwei: Dieses Filmwerk ist eine geistig-sittliche Leistung. Nicht als ob es irgendwelche Tendenzen aufdrängte, sondern weil seine Art Geschichte zu beleben, inneren Sinn hat, daher Beziehungen vom Einst zum Jetzt schafft und Erkenntnisse predigt. Menschlich-ewige Erkenntnisse, nicht tagespolitische! (Wer in diesem Glauben Beifall klatschte, tat, mißverstehend, dem Film unrecht; er spricht nicht für Parteiprogramme, sondern für eine allgültige Idee.)
Ad drei: Dieser Film ist eine künstlerische Leistung. Denn aus Eins und Zwei schafft er eine dramatische Einheit. Nicht: Szenen aus dem Leben des jungen Fritz; nicht: Bilderbuch aus Preußens Werdetagen. Sondern: ein Drama. Ein Konflikt. Alt und jung. Vater und Sohn. Alles, was drum herum an Zeit- und Milieuschilderung, ist Erklärung, Erläuterung dieses dramatisch-psychologischen Nexus, der alles zusammenhält und zu sich in Beziehung setzt. Dieses starke Manuskript schufen mit Cserépy Hans Behrendt und B. E. Lüthge.“ Weiters lobte Wollenberg in Besonderem die darstellerischen Leistungen von Gebühr und Albert Steinrück als sein Filmvater.
Im Film-Kurier hieß es am Tag nach der Premiere: 
„Dieser Film ist in sich ein Stück Weltgeschichte, er überragt das engere Thema um unermeßliche Dimensionen. Er ist ein Wurf allergrößten Stiles! Er ist eine Rechtfertigung der historischen Begebenheiten, ein Weg zur Verständigung und zum Verstehen, ein gewaltiges, überzeugendes Dokument, mit dem Deutschland an die Pforten der anderen Völker pocht, mit dem Preußen-Deutschland folgenden einfachen, schlichten Gedanken ausspricht: Es gab eine Zeit, in der Preußen klein war, in der sich ein kleiner preußischer König kuschen mußte… Und in dieser Zeit hat dieser geduckte König die Ohren steif gehalten, hat eine Armee geschaffen, um seiner kleinen Existenz willen. Und er glaubte einen Sohn zu haben, der das Werk seines Geistes mißachtete, der lieber die Flöte blies, als daß er das Werkzeug der Selbstbehauptung schätzte. Dieser Sohn brachte in die nüchterne Utilitätswelt seines Vaters philosophische und literarische Belesenheit, er brachte fränkische Künste zu Ehren, er trug die Enzyklopädie Frankreichs in den puren Zweckmilitarismus seiner preußischen Heimat. Und der Vater verkannte, wie Väter das oft tun, den Fortschritt, den er noch nicht brauchte, weil seine militärische Tat zu seiner Zeit hinreichender Fortschritt war. Er verkannte die neue Geistigkeit, aber doch erhob sich das Angefeindete: Die Einrichtungen der nationalen Notwehr blieben die Sicherung für den nun anhebenden wissenschaftlichen Aufschwung, zwei Elemente verbrüderten sich, gingen fortan Hand in Hand, und aus den Werken von Vater und Sohn ging der Geist Potsdam-Weimar hervor. […] Über jeden Einwand erhaben ist die Darstellung des jungen Prinzen durch Otto Gebühr: eine von unübertrefflichem Können dirigierte Leistung gibt er, und das in einer Maske, die geschichtliche Figur Fleisch und Blut werden läßt. Von eminenter Einschmiegung ist er in seinem Übergang vom widerspruchsvollen Jüngling zum jungen König, von eindringlicher Gewalt in der Erfassung des Charakteristischen der Person. Und neben ihm steht ein prachtvolles Ensemble, um seine Rolle zu tragen: zunächst Albert Steinrück als Friedrich Wilhelm I., derb und brutal als Soldatenkönig, weich in seinen väterlichen Regungen und zornig in seiner begründeten Enttäuschung über den "Querpfeifer".“
Zu Teil 3 und 4 erschienen im März 1923 folgende Einschätzungen:
„Die beiden ersten Teile des "Fridericus"-Filmes haben – wenn ich mich darauf berufen darf – meinen Beifall in ungehemmtem Maße gefunden und das, weil diese beiden Teile gleichzeitig historisch und menschlich waren, das Menschliche also nicht im Historischen unterging, das Historische aber auch weder entstellt wurde (höchstens gemildert), noch über dem ergreifenden Kern des Kampfes zwischen Vater und Sohn dominierte. […] Die beiden abschließenden Teile "Sanssouci" und "Schicksalswende" jedoch lassen, wie mich dünkt, jenen architektonischen Aufbau vermissen, der den beiden ersten Episoden eigen ist. Zum großen Teil hat das seine Ursache im Stofflichen; Friedrich der Große war nun einmal ein Mann, dem Amourschaften wie Louis Quinze nicht anzuhängen sind, der, wenn er auch Verse machte und bis in sein späteres Lebensalter Flöte blies, doch sein Hauptgeschäft im Regieren sah. Und da der Krieg schließlich nur eine Fortsetzung der Politik mit anderen Mitteln ist, so hatte Friedrich auch im Felde keine für den Film geeignete Existenz zu bestehen. So kommt es denn, daß die Drehbuchverfasser Hans Behrendt und Arzen von Cserépy mit der Materie einen Strauß zu bestehen hatten, gegen den der Siebenjährige Krieg fast ein Kinderspiel genannt werden muß.“
„Selten ist wohl ein Filmwerk so mißdeutet – und auch mißbraucht worden, wie dieser Film, den man sowohl als nationalistischen, wie auch als antimilitaristischen Tendenzfilm aufzuputschen beliebt hat, und den man jüngst sogar in einigen recht amüsanten Ankündigungen französischer und belgischer Fachblätter im antideutschen Sinne auszuwerten versuchte. – In Wirklichkeit will dieser Film, der jetzt in seiner Totalität vorliegt, nichts anderes sein, als ein großes historisches Filmwerk, und wenn es die Aufgabe eines historischen Films ist, eine Zeitepoche widerzuspiegeln, so kann man wohl sagen, dass dieser einer der besten historischen Filme ist, die je geschaffen wurden. […] Der 4. Teil sollte, äußerlich, den Höhepunkt des ganzen Stückes bringen: die Schlacht von Leuthen; und doch mußte auch hier trotz der sehr geschickten (wohl von geschulten Militärs beratenen) Konstruktion der Schlacht, trotz der meisterhaften Beherrschung der Massenszenen durch Cserépy und Prager, diese sehr breit angelegte Darstellung letzten Endes etwas eintönig wirken. Von außerordentlich starker Wirkung ist dann wieder der Schlußakkord des Ganzen: das Dankgebet am Abend des großen Tages. Für die Darstellung hatte man eine kaum übersehbare Menge von hervorragenden Kräften aufgeboten, die fast alle ihre Aufgabe zur vollsten Zufriedenheit lösten. Otto Gebühr hatte die von ihm geschaffene Fridericus-Gestalt noch vertieft und bot nicht nur in der Maske eine treffliche Charakterstudie des großen Königs.“
In den USA wurde der Filmvierteiler, der als eine Ode an Friedrich den Großen und seine Zeit konzipiert worden war, wegen seiner Militarismusverherrlichung im alten Preußentum als „gefährlich“ eingestuft und in letzter Konsequenz auch noch missverstanden, da die Intention der Filmhersteller, eine scharfe Kritik am deutschen Militarismus seit dem Alten Fritz zu postulieren, als Möglichkeit in Betracht gezogen wurde. Am 25. Juni 1922 konnte man nach Ansicht der ersten beiden Teile zu diesem Komplex lesen:

„Es ist nicht die Geschichte der Geburt einer Nation, die dieser Film nacherzählt, aber die Geschichte wie eine politische Idee mit Macht in eine vergleichsweise kleine Gruppe von Menschen eingepflanzt wurde, die daraufhin, nachdem sie selbige komplett in sich aufgenommen hatte, ebendiese Idee der Gesamtheit des deutschen Volkes aufzwang. Die Autoren und Macher des Films möchten uns glauben machen, dass ihre Absichten die besten der Welt seien; dass dies ihre Haltung war, frei jedweder politischen Tendenzen. Wie auch immer es sein möge, der Film ist gefährlich — nur gefährlich für den inneren Frieden Deutschlands, um sicher zu sein. Ausschließlich ein deutsches Publikum, gefüttert und fett geworden in einer Tradition vom Militarismus und Knechtschaft, kann etwas bewundernswertes im Leben und in den Zeiten Friedrich Wilhelms finden. (...) Deutsche Propaganda? werden Sie sich fragen. Sollte dies so sein, dann ist es schlechte deutsche Propaganda und sehr stark fehlkalkuliert. Aus welchem Grunde sollte ein Amerikaner sich „Fridericus Rex“ anschauen, ohne dann zu befinden, wie unsinnig grausam und verwildert Friedrich Wilhelms Disziplinierungsmaßnahmen waren? Seine Haltung gegenüber seinem Sohn unmenschlich? Die Behandlung von Frauen seinetwegen, die … einer Beleidigung aller Frauen im Ganzen gleichkommt ? Und seine Leidenschaft, Männer vor ihm paradieren zu sehen, in einem albernen Versuch, Pomp herzustellen, etwas anderes sein könnte als unbedeutend und absurd? Möglicherweise wurde „Fridericus Rex“ dazu bestimmt, die Grabkammer preußischen Militarismus, Snobismus und Grausamkeit zu werden. Lassen Sie uns hoffen, dass die deutschen Zuschauer diesen Geist in sich tragen werden, dass die Macher sagen, sie waren dabei gewesen, als dieses Ziel umgesetzt wurde.“

Die Filmkritik im nationalsozialistischen Deutschen Reich versuchte das nationale Moment von Fridericus Rex herauszustellen, im Sinne der nationalsozialistischen Ideologie umzuinterpretieren und zu instrumentalisieren und die einst heftige Kritik am Filmwerk durch politisch linke Kreise zu denunzieren. In „Vom Werden deutscher Filmkunst“ war 1935 zu lesen:

„Arzen von Cserépy hat den historischen Film „Fridericus Rex“ (1921/23) mit großer Ehrfurcht und Liebe, künstlerischer Sorgfalt und meisterhaft technischem Können bearbeitet und inszeniert und damit in der düsteren Zeit des Systemdeutschlands eine vaterländische und kulturelle Tat vollbracht, die erstmalig klar und eindeutig die Berechtigung des historischen Films und vaterländischer Propaganda bewiesen hat. Die linksstehende Presse drohte ihm, „nicht über den Alexanderplatz hinauskommen“ werde, weil „aus dem Plunder der Kostüme, aus den verstaubten Perücken und den Polstermöbeln der Museen zu stark die Monarchie stinkt und winkt.“ Die Wächter der Novemberrevolution hatten Angst vor einem toten König! Das „Berliner Tageblatt“ rief nach dem Polizeibüttel, „Vorwärts“ und „Freiheit“ forderten die Massen zum Boykott des Films auf und wollten am liebsten Rauchs Reiterstatue des Alten Fritz von den „Linden“ entfernen. Einer der Mitautoren des Films, Hans Behrendt, aber prophezeite: „Ich bin überzeugt, wenn die Welt schon längst nicht mehr von unseren Kämpfen spricht, wenn es nicht mehr dies- oder jenseits des Alexanderplatz gibt, dann wird man immer noch von diesem Kerl, diesem Dämon, diesem Friedrich reden, weil er als Persönlichkeit über allen Parteien stand!“ […] Otto Gebühr hat durch eine geradezu geniale Inkarnation dem deutschen Volk seinen herrlichen König Friedrich II. von neuem lebendig gemacht und sich mit dieser Leistung, die lange unvergessen bleiben wird, ein schauspielerisches Verdienst erworben, das in der Geschichte der Film- und Schauspielkunst kaum Beispiele finden wird.“

Die Nachkriegskritik beschäftigte sich nur noch selten mit dem Film. In der Cserépy-Biografie von Kay Wenigers Das große Personenlexikon des Films heißt es: 
„‚Fridericus Rex‘ erzählte in den einzelnen Episoden ‚Vater und Sohn‘, ‚Sturm und Drang‘, ‚Sanssouci‘ und ‚Schicksalswende‘ im unkritischen Bilderbogenstil die gesamte Vita des berühmtesten Preußenkönigs nach. Das Epos wurde von deutschnationalen und hyperpatriotischen Kreisen äußerst wohlwollend aufgenommen und setzte eine regelrechte Welle von Preußenfilmen in Gang, in denen der ‚Fridericus Rex‘-Darsteller Otto Gebühr seinen Part, die Paraderolle seines Lebens, regelmäßig wiederholte.“ Im Eintrag Gebührs in demselben Werk ist über Fridericus Rex zu lesen: „Das Ergebnis war ein wuchtiges, deutsch-nationales, pathetisches Historiengemälde, historisch recht ungenau und voller Glorifizierungen.“
Der Spiegel hingegen erinnerte in seiner Ausgabe vom 25. Oktober 1950 auf Seite 27 daran, dass Regisseur Cserépy mit seinem Vierteiler ursprünglich keine politische Stellungnahme abzulegen gedachte: 
„Mit geschicktem Steuern zwischen Patriotismus und Ablehnung der monarchistischen Ueberheblichkeit versuchte der Regisseur es allen recht zu machen. Da gab es eine Szene, die das gut verdeutlicht. Albert Steinrück als alter König läßt sich von der Wache melden. Die drei Soldaten stehen stramm. Da wird dem König schlecht, die Chargen bringen ihn ins Haus. Die drei Soldaten stehen stramm. Minutenlang. Bis dem König auf seinem Ruhebett einfällt: "Laßt doch die Kerle rühren!" Dazu die Presse: Von links bejubelte man die deutliche Art, in der Cserépy den Kadavergehorsam der friderizianischen Epoche anprangerte: "Als Skelette würden die heute noch dastehen!" Von rechts freute man sich, daß endlich einmal wieder Zucht und Ordnung gezeigt wurde: "Bravo, das ist Disziplin!"“
Doch, so ist weiter zu lesen, sei der Film rasch von reaktionären Kräften für die eigenen Ziele instrumentalisiert worden. An selber Stelle steht geschrieben: „Cserépy hatte seinen Film ungeheuer sorgfältig vorbereitet. Für das historische Archiv war ein Mann geholt worden, der mit besonderer Sorgfalt die Geschichtsbücher studierte: Friedrich Sieburg. Er besorgte das Exerzierreglement, erforschte alle Einzelheiten der Preußenuniform und überwachte den stilgetreuen Nachbau von Sanssouci. Die Ufa übernahm den Cserépy-Film in ihren Verleih. Die Premiere im Ufa-Palast am Zoo wurde zu einem staatspolitischen Ereignis auffrisiert. Mit Reichswehruniformen, alten Haudegen-Gesichtern und Fahnenschmuck. Mit diesen Attributen wurde der Fridericus-Film in eine verhängnisvolle Richtung gesteuert. Es ist nach fast dreißig Jahren schwer zu entscheiden, ob die Ufa wirklich den größeren Teil der Schuld daran trug, daß dieser Film als anti-demokratisches Zugstück erster Ordnung mißbraucht wurde.“

## Sammelbilder

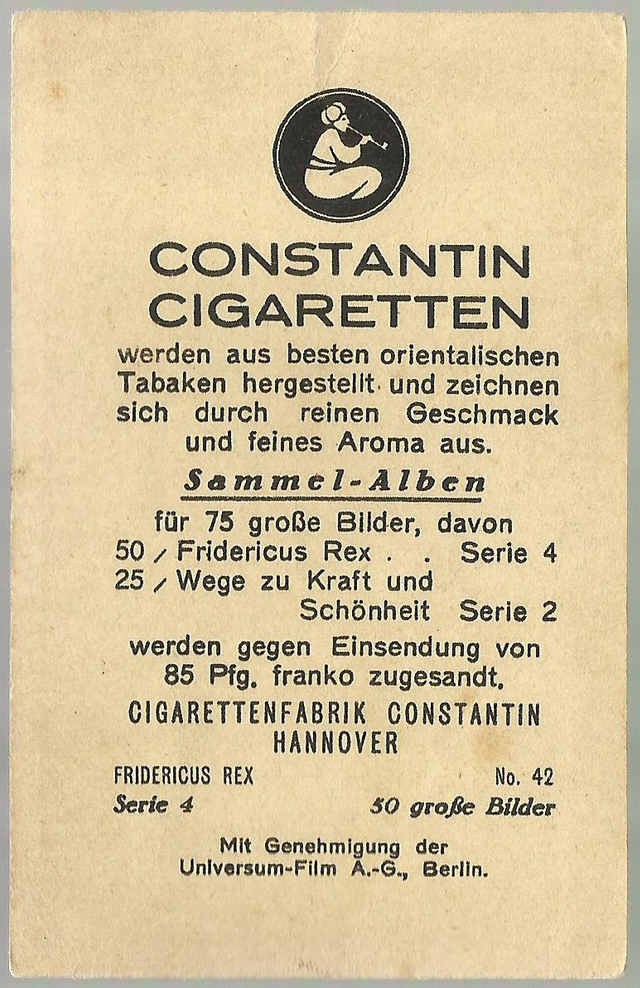
Revers des Zigarettenbildes Serie 4 Nummer 42 aus dem UFA-Film Fridericus Rex aus dem Doppel-Sammelalbum mit dem Film Wege zu Kraft und Schönheit (Serie 2);
Constantin Cigaretten, Cigarettenfabrik Constantin, um 1926

Die Cigarettenfabrik Constantin mit Sitz in Hannover gab um 1926 ein überwiegend illustriertes Doppel-Album heraus mit Zigarettenbildern zu den beiden UFA-Filmen Fridericus Rex und Wege zu Kraft und Schönheit. Besitzende Bibliothek ist das Deutsche Filminstitut mit Sitz in Frankfurt am Main.